# (100000) Астронавтика
(100000) Астронавтика (лат. Astronautica) — небольшой астероид внутренней части главного пояса, который был открыт 28 сентября 1982 года американским астрономом Джеймсом Гибсоном в Паломарской обсерватории, США.

Орбита астероида Астронавтика и его положение в Солнечной системе
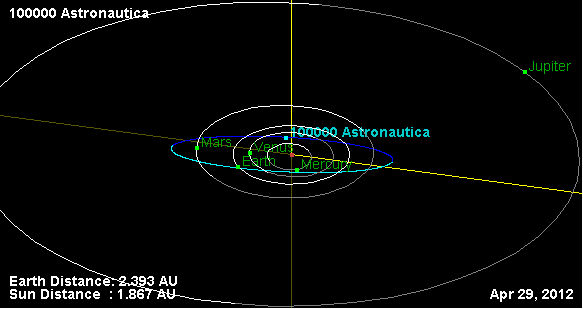
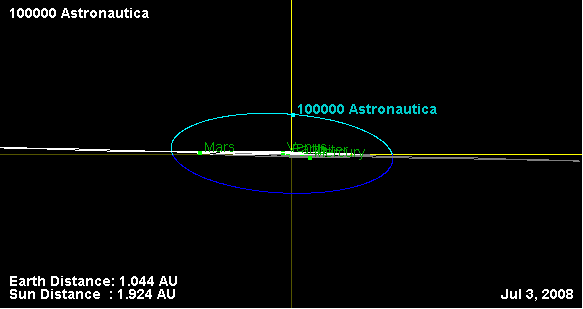

Этот юбилейный стотысячный астероид получил своё имя в октябре 2007 года на заседании комитета «Committee on Small Body Nomenclature» Международного астрономического союза, решившего таким образом ознаменовать пятидесятилетие с момента наступления космической эры, начало которой было положено 4 октября 1957 года запуском Советским Союзом первого искусственного спутника земли. Что особенно важно, присвоение названия именно этому астероиду было обосновано не только красотой порядкового номера, но и его глубокой символичностью: именно на высоте 100 000 метров пролегает условная граница, за которой начинается открытый космос.